# David J. Thouless
David James Thouless FRS, född 21 september 1934 i Bearsden i East Dunbartonshire i Skottland, död 6 april 2019 i Cambridge, var en brittisk fysiker verksam inom kondenserade materiens fysik. År 2016 tilldelades han Nobelpriset i fysik tillsammans med John M. Kosterlitz och Duncan Haldane.

## Publikationer i urval
- J. M. Kosterlitz & D. J. Thouless, "Ordering, metastability and phase transitions in two-dimensional systems", Journal of Physics C: Solid State Physics, Vol. 6 pages 1181-1203 (1973)
- D. Thouless, M. Kohmoto, M. Nightingale & M. den Nijs, "Quantized Hall Conductance in a Two-Dimensional Periodic Potential", Phys. Rev. Lett. 49, 405 (1982).
- Topological Quantum Numbers in Nonrelativistic Physics, World Scientific Publishing Co. Pte Ltd, 1998
- The quantum mechanics of many-body systems (Pure and applied physics series), Academic Press, 1972